# Efferia murina
Efferia murina är en tvåvingeart som först beskrevs av Philippi 1865.  Efferia murina ingår i släktet Efferia och familjen rovflugor. Inga underarter finns listade i Catalogue of Life.